# Gandhara

Mapa del subcontinente indio en el año 600 a. C., donde se señala la localización de los 16 maha-jana padas (‘zonas de las grandes personalidades’); Gandhara se encuentra arriba a la izquierda

Gandhāra es una región histórica que corresponde al sureste de la actual Afganistán, al centro y norte de Pakistán, y al noroeste de India (incluyendo la mayor parte de Cachemira).
Gandhāra fue una satrapía del Imperio aqueménida desde el siglo VI a. C.

Fue conquistada por los griegos durante la expedición de Alejandro Magno y se mantuvo helenística con los soberanos grecohindúes, hasta que fue anexionada al imperio Kushana (que adoptó la herencia cultural griega).
Gandhara fue un importante centro del budismo, cuyo arte —merced a los influjos griegos— es conocido como arte grecobudista.
Posiblemente el recuerdo toponímico de la antigua Gandhara se mantiene actualmente en la ciudad de Kandahar (Afganistán), pero la etimología de este último nombre también puede venir de Alejandría > Iskanderiya > Kandahar.

## Arte grecobudista
En la región de Gandhāra se desarrolló el arte grecobudista, un sincretismo entre la cultura griega y el budismo.

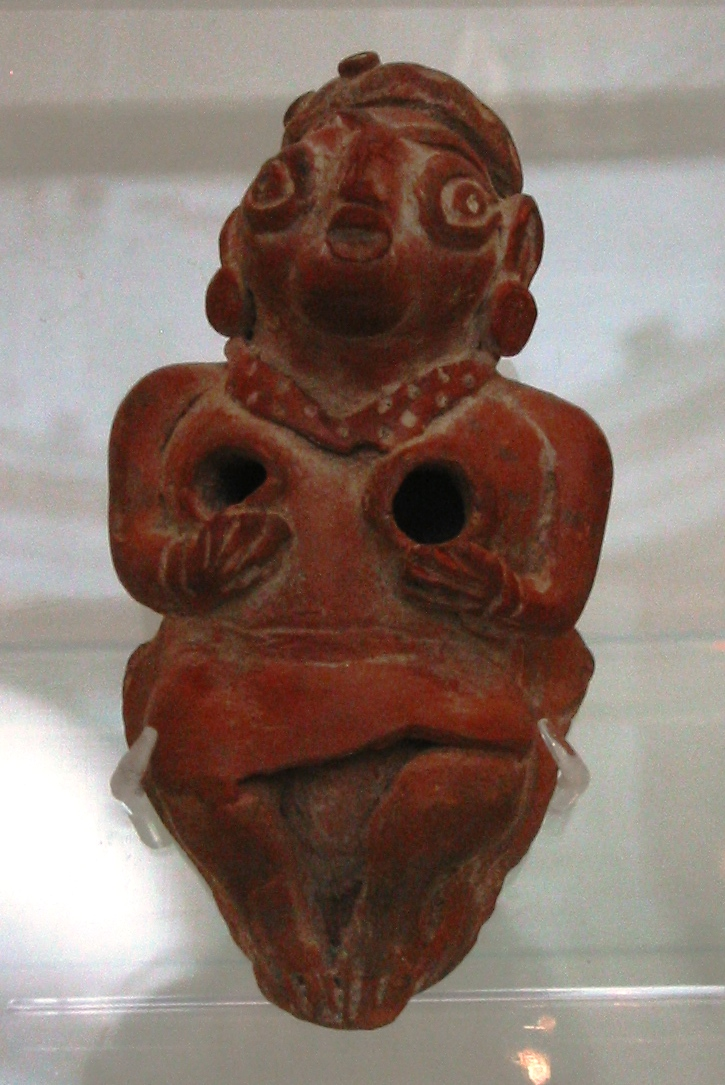
Figura femenina, terracota, Charsadda, Gandhara, siglo III a I a. C.
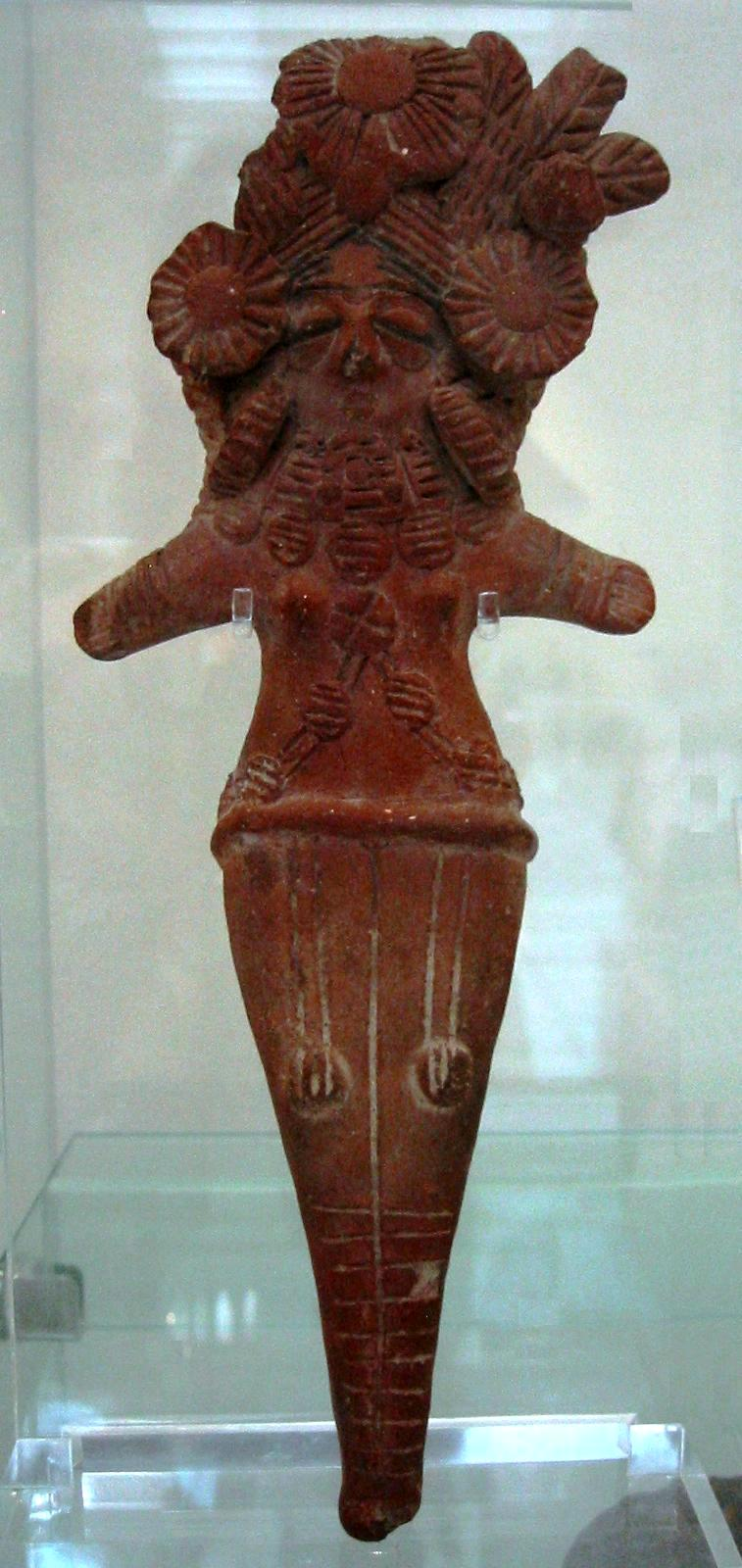
Diosa de la fertilidad, según la tradición del valle del río Indo.
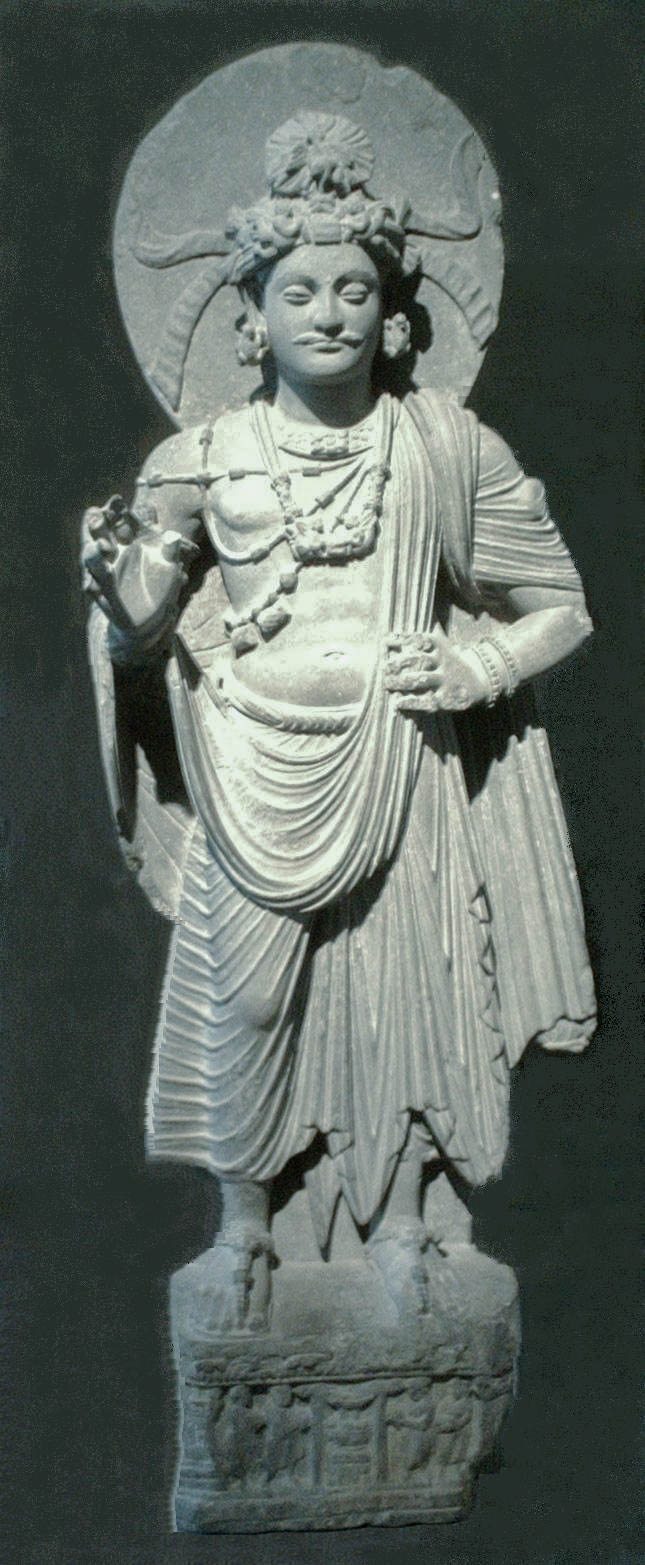
Bodhisattva desconocido (siglos I a II).
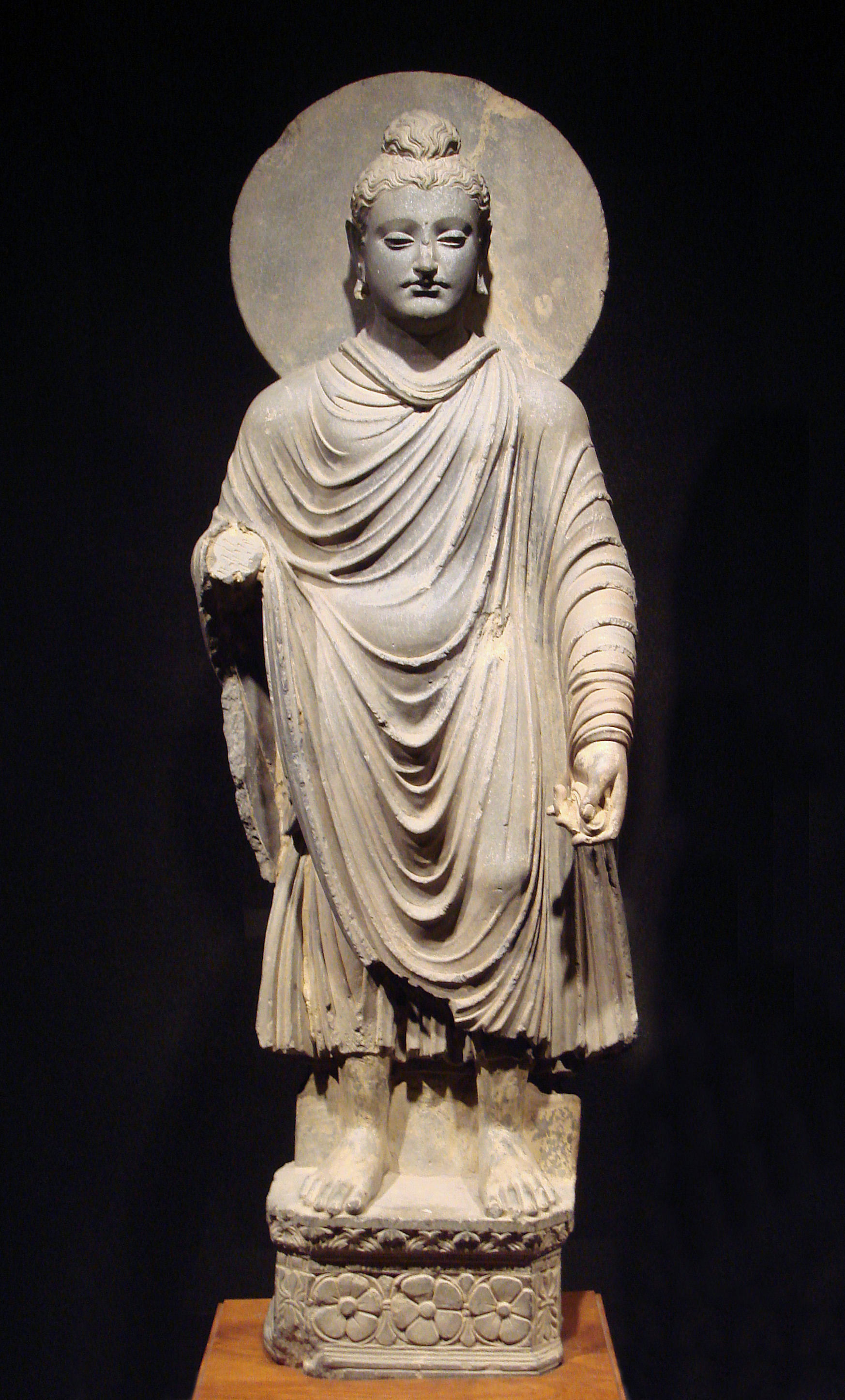
Buda de pie (siglos I-II).
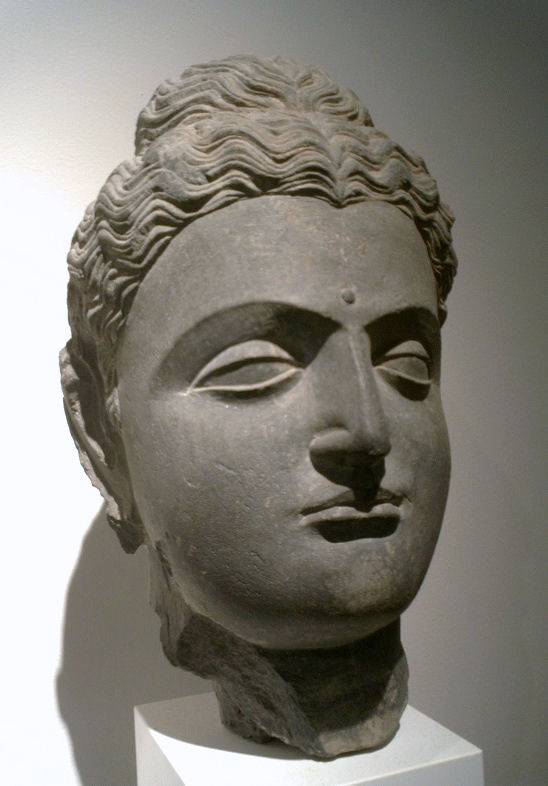
Cabeza de Buda (siglo II).
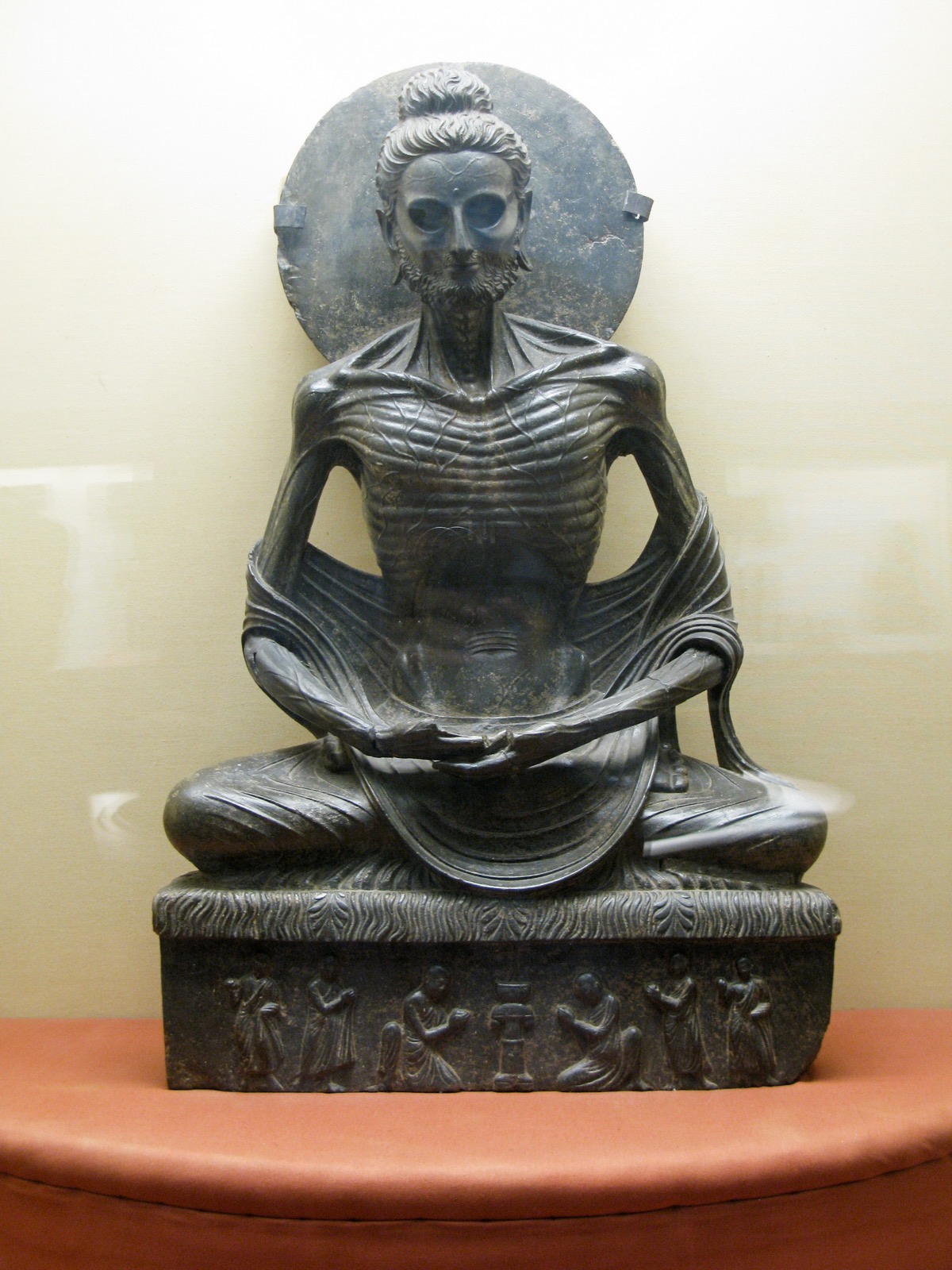
Buda ayunando. Museo de Lahore, Pakistán.
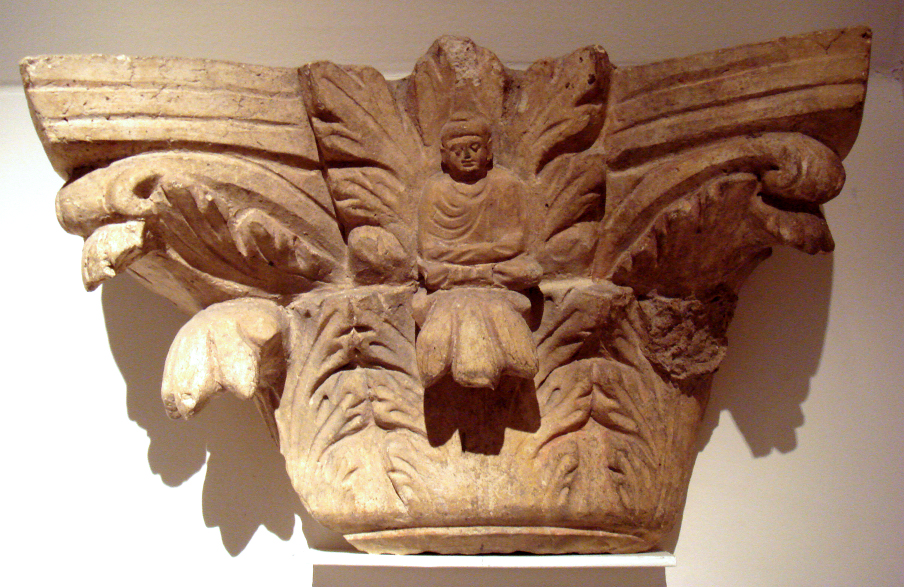
Buda con acanto.
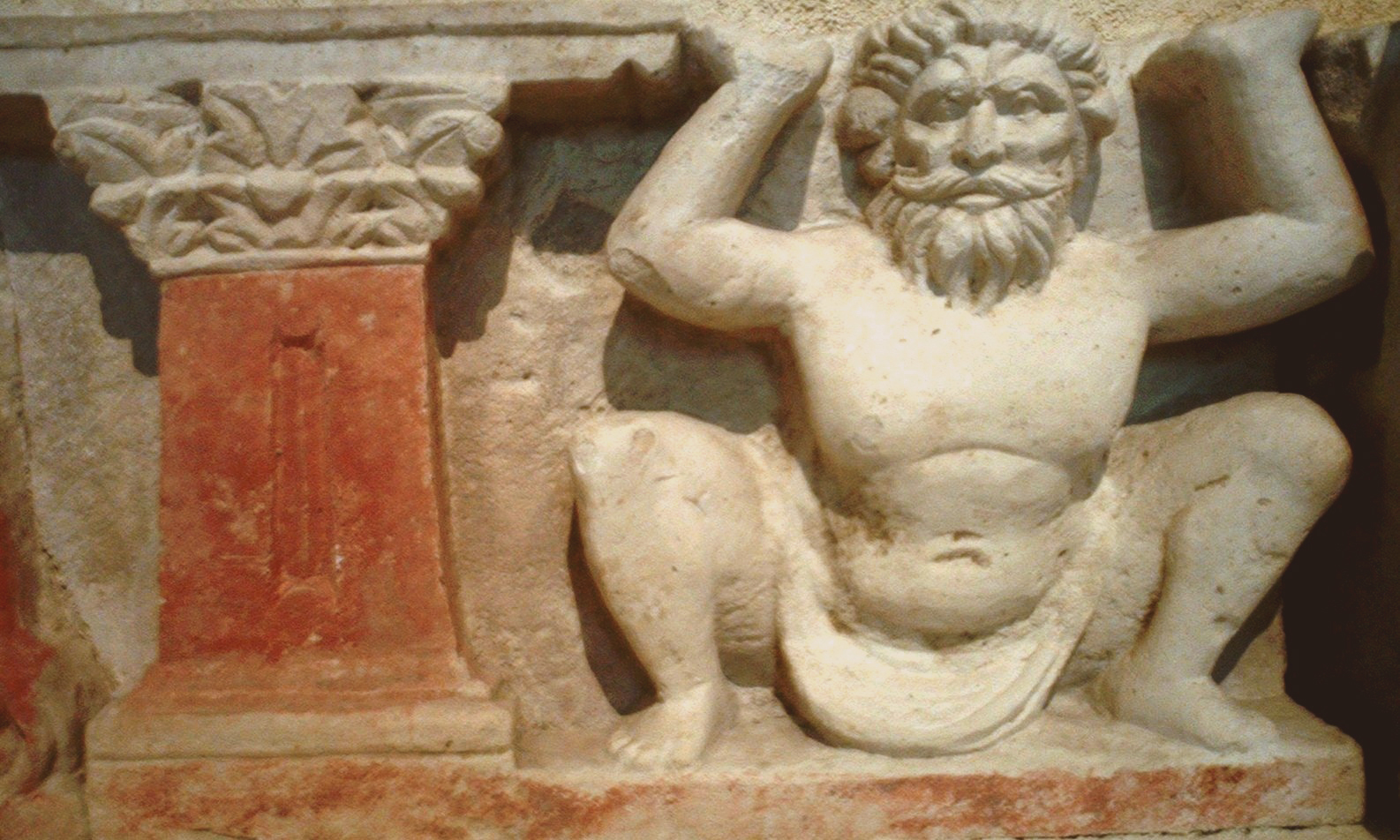
El titán griego Atlas sosteniendo un monumento budista.
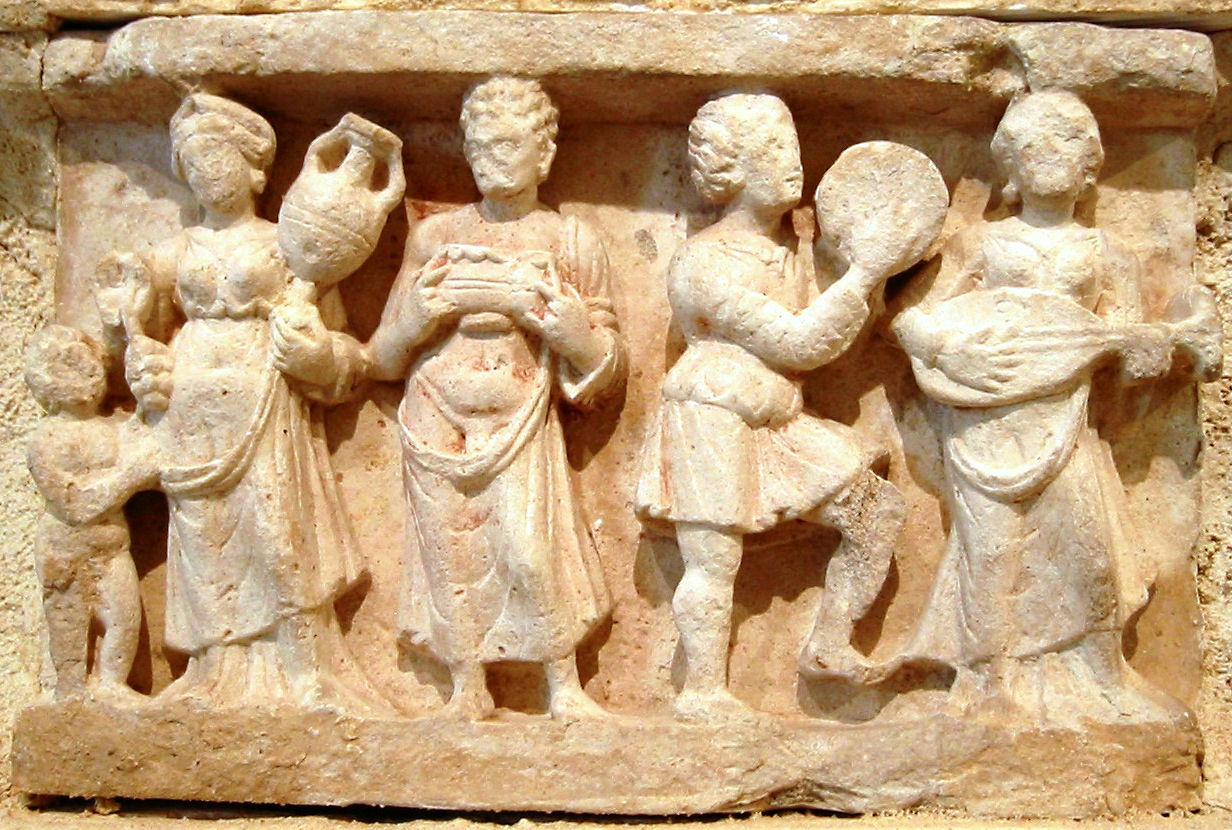
Vino y música (siglos I-II).
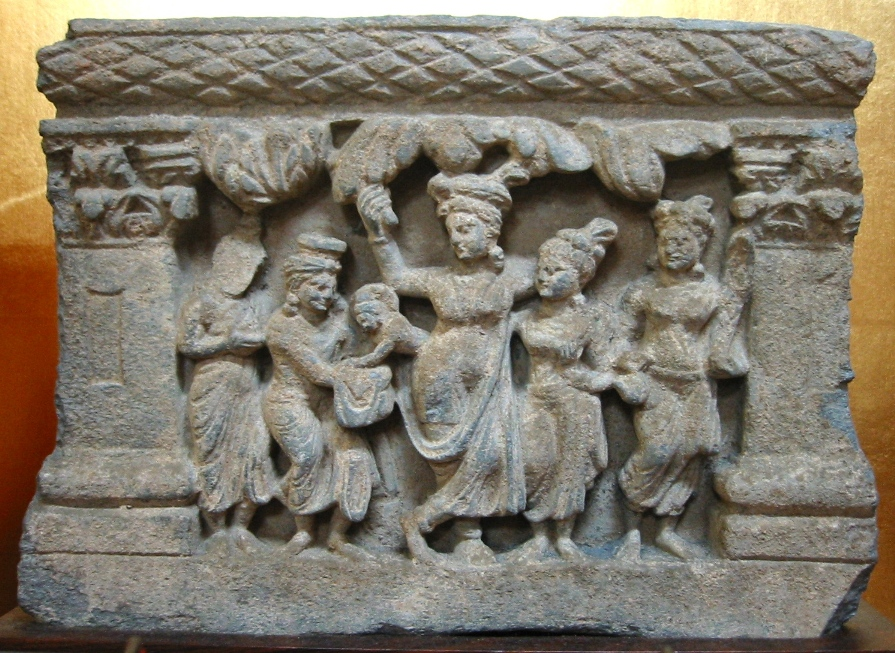
Nacimiento de Siddhartha (siglos II-III).
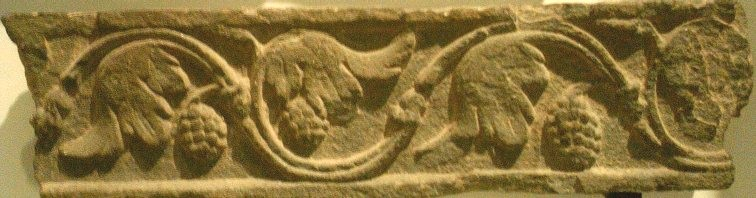
Artes decorativas helenísticas.
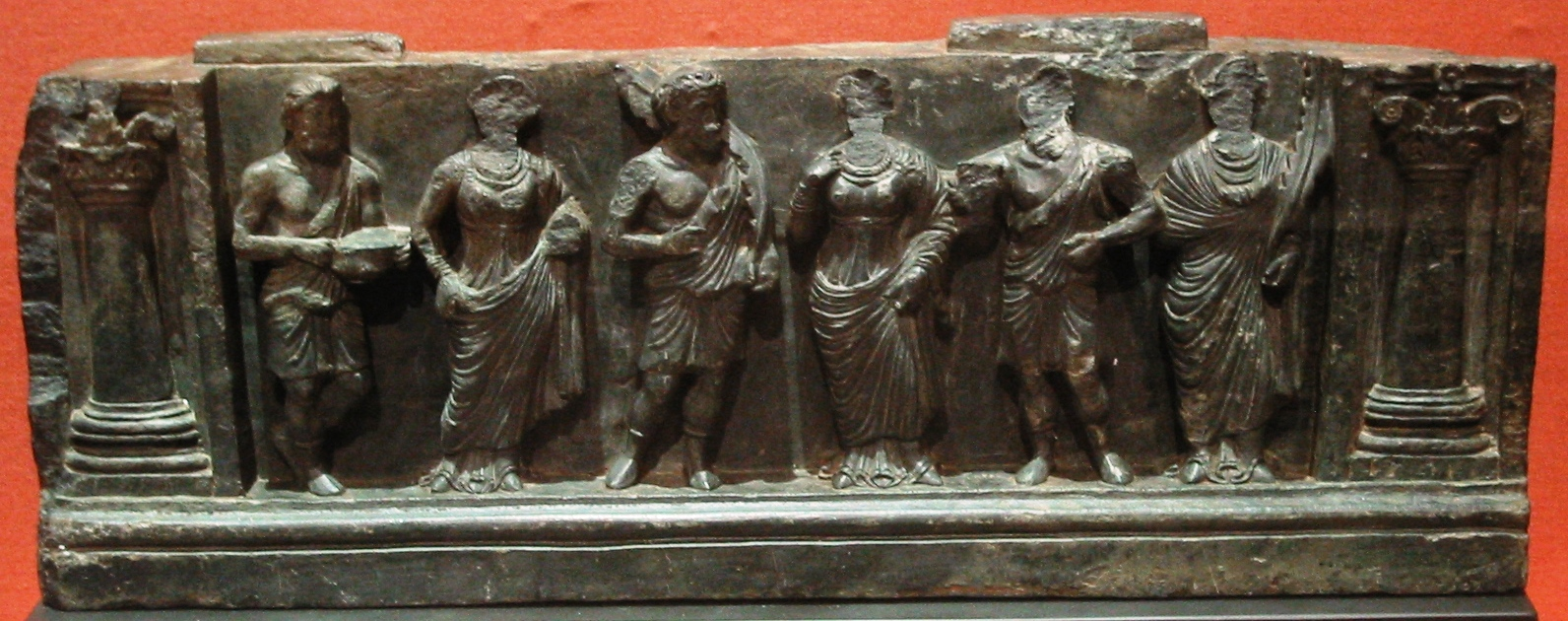
Escena helenística (siglo I)